# Sueño nº41: Llamada
Sueño nº 41: Llamada és un fotomuntatge pertanyent a la sèrie Los Sueños de l'artista Grete Stern.
L'obra, de l'alemanya Grete Stern, forma part de la sèrie Los Sueños, que va realitzar junt amb els psicoanalistes Gino Germani i Enrique Butelman per a la revista argentina Idilio. El conjunt consta d'aproximadament 140 fotomuntatges realitzats entre els anys 1948 i 1951. Les obres es van dur a terme a partir de la interpretació psicoanalítica i posteriorment artística dels somnis que enviaven les lectores de la revista, d'aquesta manera la creació artística resultant seria la síntesi del somni.
En tots els fotomuntatges es representen situacions dramàtiques comunes entre les dones de l'època, com per exemple la incomunicació o la frustració. D'altra banda, l'artista també busca plasmar el paper de l'home amb relació a la psicologia femenina. Per a reflectir el subconscient femení, i especialment la part onírica, l'artista es fa servir de recursos com la superposició de plans, distorsió de proporcions, imatges descontextualizades, etc., tot això inspirant-se en l'obra d'artistes com John Heartfield, Gustav Klucis o Raoul Hausmann i amb l'ajuda de Silvia Coppola i Etelvina del Carmen Alaniz, models de les fotografies.
En quant a l'obra específica, Sueño nº 41: Llamada, va ser publicada el 17 de maig de 1949 en la revista Idilio, igual que tots els altres somnis. Representa a una dona amb un telèfon enorme, probablement la causa de la seua angoixa. En segon pla, un home amb un ganivet i un xiquet, i com a escenari una botiga d'ultramarins. Segons l'autora, el títol de l'obra és rellevant a l'hora de comprendre-la, per aquest motiu va afegir la paraula "llamada" a més del títol genèric "Sueño nº...".